# Hoa hậu Hoàn vũ 2012
Hoa hậu Hoàn vũ 2012 là cuộc thi Hoa hậu Hoàn vũ lần thứ 61 và được tổ chức vào ngày 19 tháng 12 năm 2012 tại Nhà hát AXIS, Planet Hollywood Resort & Casino, Las Vegas, Nevada, Hoa Kỳ. Đương kim Hoa hậu Hoàn vũ 2011 Leila Lopes đến từ Angola đã trao lại vương miện cho hoa hậu Olivia Culpo đến từ Hoa Kỳ tại cuộc thi năm nay. Cuộc thi có tất cả 89 thí sinh đến từ các quốc gia và vùng lãnh thổ trên thế giới.

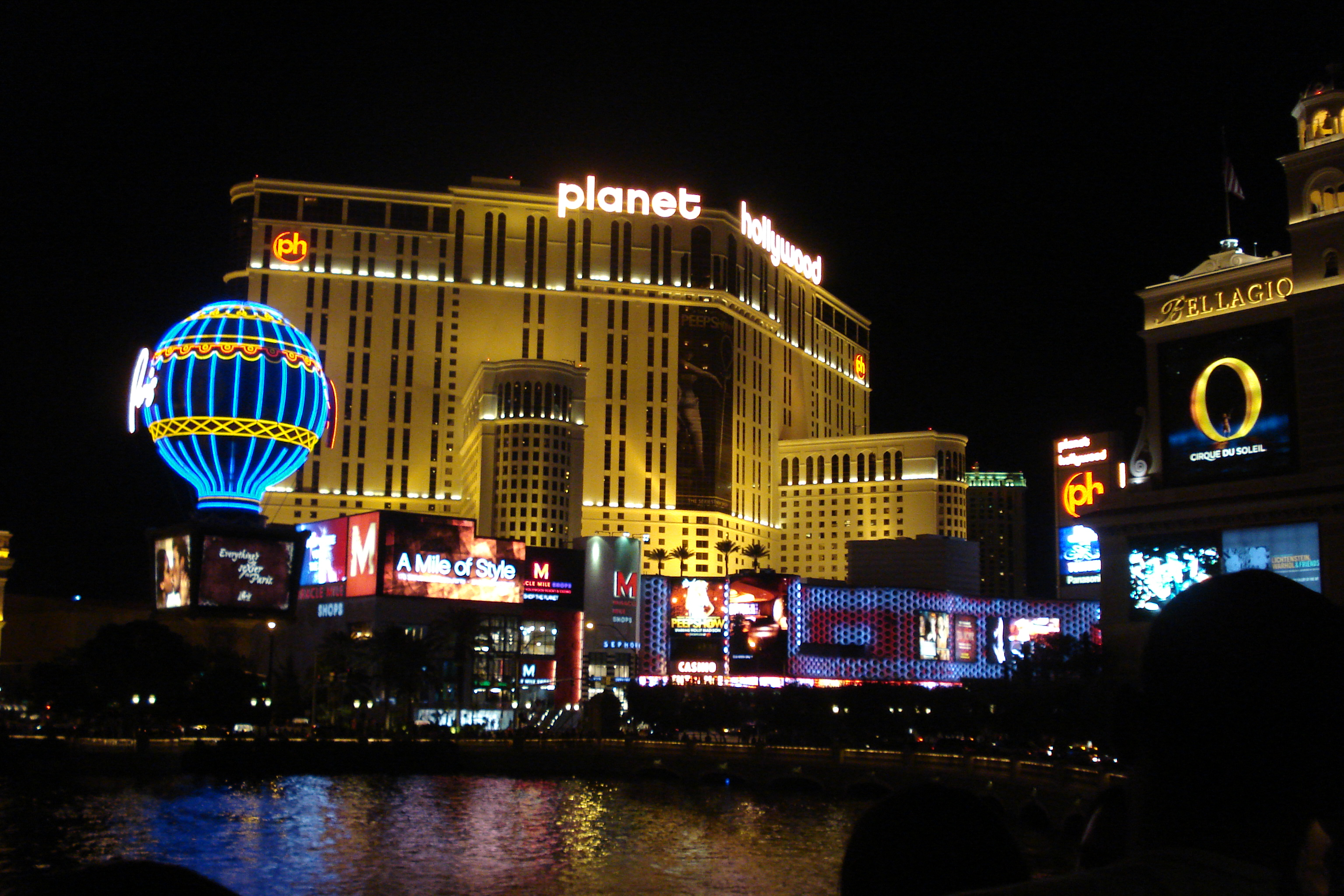
Planet Hollywood Resort & Casino, Las Vegas, Nevada, địa điểm tổ chức chính thức của cuộc thi.

## Thành phố đăng cai
Cuộc thi Hoa hậu Hoàn vũ năm nay đã rất khó khăn trong việc tìm được địa điểm tổ chức cuộc thi. Lần đầu tiên trong lịch sử, cuộc thi dời thời gian tổ chức vào tháng 12 vì lý do đơn vị phát sóng NBC không thể đồng thời việc truyền hình cùng thời điểm với Thế vận hội mùa hè Olympic 2012 và Cuộc tranh cử tổng thống Mỹ 2012. Đã có những tin đồn rằng Guadalajara, Mexico; Sun City, Nam Phi và Trung tâm Hội nghị Jakarta tại Jakarta, Indonesia là những địa điểm sẽ diễn ra cuộc thi. Đến tháng 8 năm 2012, chính phủ Cộng hòa Dominican mới lại là quốc gia tham gia ký kết hợp đồng tổ chức với tổ chức Hoa hậu Hoàn vũ vào tháng 11 tại Hard Rock Resort & Casino. Cộng hòa Dominican từng một lần tổ chức cuộc thi vào năm 1977 tại thủ đô Santo Domingo. Tuy nhiên sau đó, Cộng hòa Dominican lại đột ngột từ chối đăng cai với lý do về vấn đề tài chính. Cuối cùng, vào tháng 9 năm 2012, tổ chức Hoa hậu Hoàn vũ đã công bố Planet Hollywood Resort & Casino tại Las Vegas, Nevada, Hoa Kỳ sẽ là địa điểm diễn ra cuộc thi. Đây là lần thứ tư cuộc thi được tổ chức tại Las Vegas, ba lần trước là: 1991, 1996 và 2010.

## Vòng sơ khảo
Top 16 thí sinh đẹp nhất được chọn ra ở vòng sơ khảo diễn ra một tuần trước đó, trong đó 15 thí sinh do một ban giám khảo độc lập chấm, người còn lại sẽ được quyết định dựa vào số phiếu bình chọn của khán giả qua mạng Internet (tuy nhiên thí sinh đó không được công bố trong đêm chung kết mà gộp luôn vào Top 16). Người dẫn chương trình của đêm thi này là đạo diễn sân khấu Michael Schwandt, Chet Buchanan và Hoa hậu Hoàn vũ 2011 Leila Lopes. Đêm thi cũng được phát sóng trực tuyến thông qua trang web chính thức của cuộc thi. Đêm thi sơ khảo có 3 phần chính, bao gồm:
- Thí sinh giới thiệu
- Phần thi áo tắm
- Phần thi trang phục dạ hội

## Kết quả

### Thứ hạng

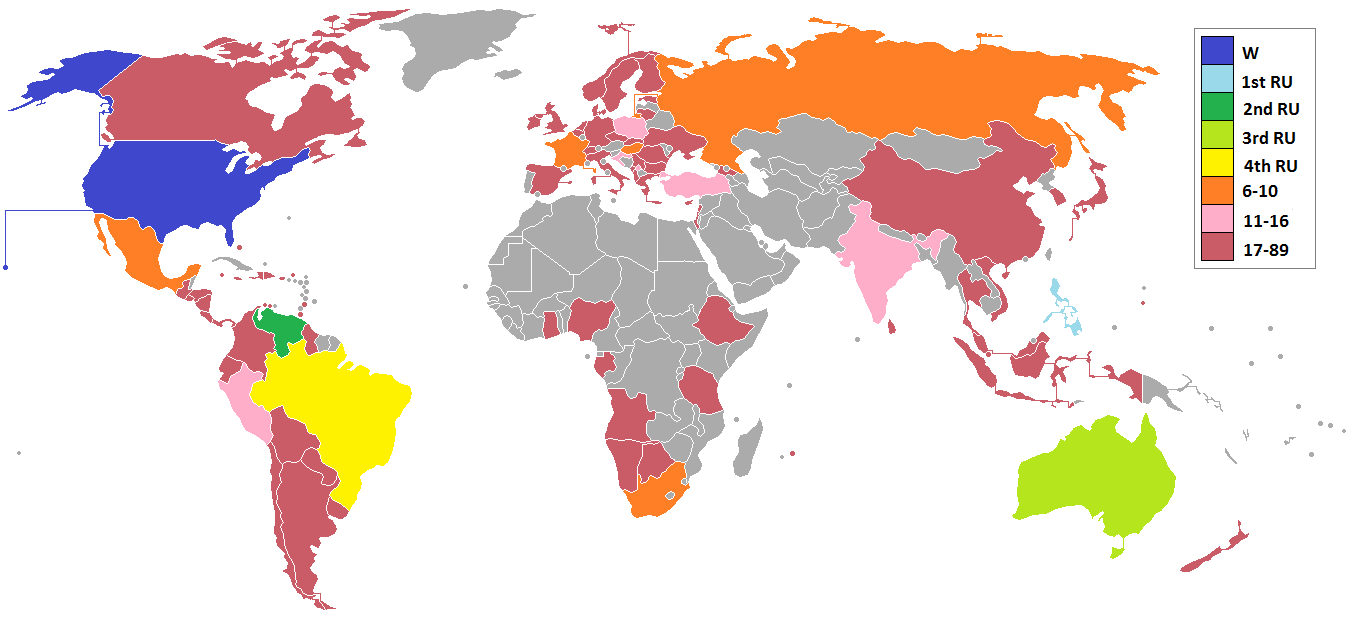
Các quốc gia và vùng lãnh thổ tham gia Hoa hậu Hoàn vũ 2012 và kết quả

| Kết quả              | Thí sinh |
| -------------------- | --- |
| Hoa hậu Hoàn vũ 2012 | - Hoa Kỳ – Olivia Culpo |
| Á hậu 1              | - Philippines – Janine Tugonon |
| Á hậu 2              | - Venezuela – Irene Esser |
| Á hậu 3              | - Úc – Renae Ayris |
| Á hậu 4              | - Brazil – Gabriela Markus |
| Top 10               | - Pháp – Marie Payet - Hungary – Agnes Konkoly - Mexico – Karina González - Nga – Elizaveta Golovanova - Nam Phi – Melinda Bam                                 |
| Top 16               | - Croatia – Elizabeta Burg - Ấn Độ – Shilpa Singh - Kosovo – Diana Avdiu - Peru – Nicole Faverón - Ba Lan – Marcelina Zawadzka - Thổ Nhĩ Kỳ – Çağıl Özge Özkul |

### Các giải thưởng đặc biệt
| Giải thưởng        | Thí sinh                  |
| ------------------ | ------------------------- |
| Hoa hậu Thân thiện | - Guatemala – Laura Godoy |
| Hoa hậu Ảnh        | - Kosovo – Diana Avdiu    |

### Trang phục dân tộc đẹp nhất
| Kết quả   | Thí sinh |
| --------- | --- |
| Giải Nhất | - Trung Quốc – Ji Dan Xu |
| Giải Nhì  | - Mexico – Karina González |
| Giải Ba   | - Hà Lan – Nathalie den Dekker |
| Giải Tư   | - Sri Lanka – Sabrina Herft |
| Giải Năm  | - Brazil – Gabriela Markus |
| Top 10    | - Quần đảo Virgin (Anh) – Abigail Hyndman - Nicaragua – Farah Eslaquit - Indonesia – Maria Selena - Panama – Stephanie Vander Werf - Perú – Nicole Faverón |

### Thứ tự công bố
| 1. Venezuela 2. Thổ Nhĩ Kỳ 3. Pháp 4. Perú 5. Nga 6. Mexico 7. Ba Lan 8. Hungary 9. Nam Phi 10. Philippines 11. Croatia 12. Brazil 13. Kosovo 14. Úc 15. Ấn Độ 16. Hoa Kỳ | 1. Úc 2. Nga 3. Brazil 4. Pháp 5. Venezuela 6. Hoa Kỳ 7. Hungary 8. Nam Phi 9. Mexico 10. Philippines | 1. Venezuela 2. Philippines 3. Úc 4. Hoa Kỳ 5. Brazil |

## Giám khảo

### Sơ khảo
- Carlos Anaya[6]
- Beverly Frank
- Duane Gazi
- Michael Greenwald
- Jimmy Nguyen
- Corinne Nicolas
- Amy Sadowsky
- Crystle Stewart – Hoa hậu Mỹ 2008 (Miss USA) đến từ Texas [7]

### Chung kết
- Nigel Barker – Nhiếp ảnh gia thời trang và chủ của The Face[8][9]
- Diego Boneta – Ca sĩ, diễn viên kiêm nhạc sĩ đến từ Mexico[9]
- Scott Disick – Doanh nhân, doanh nhân và ngôi sao thực tế của Keeping Up with the Kardashians[9]
- Brad Goreski – Nhà thiết kế thời trang và ngôi sao của It's a Brad, Brad World[9]
- Claudia Jordan – Hoa hậu Tuổi Teen bang Rhode Island (Mỹ) 1990 và Hoa hậu bang Rhode Island (Mỹ) 1997
- Masaharu Morimoto – Đầu bếp và ngôi sao của Iron Chef và Iron Chef America từ Nhật Bản[9][10][11]
- Ximena Navarrete – Hoa hậu Hoàn vũ 2010 đến từ Mexico[9]
- Pablo Sandoval – Cầu thủ bóng chày chuyên nghiệp đến từ Venezuela[9][10][11]
- Lisa Vanderpump – Ngôi sao của The Real Housewives of Beverly Hills[9]
- Kerri Walsh Jennings – Cầu thủ bóng chuyền bãi biển chuyên nghiệp đoạt huy chương vàng trong Thế vận hội Mùa Hè[9]

## Nhạc nền và trình diễn
- Phần mở đầu: "Winter Wonderland" của Selena Gomez & the Scene và "Live While We're Young" của One Direction[12]
- Phần thi áo tắm: "Levels" của Avicii
- Phần thi trang phục dạ hội: "Drive By", "Mermaid" và "Shake Up Christmas" của Train (hát trực tiếp)[13]
- Nhìn lại Top 5: "Set It Off" của Timomatic (hát trực tiếp)[14]

## Thí sinh
89 thí sinh từ các quốc gia và vùng lãnh thổ đã tham gia vào cuộc thi năm này:
| Quốc gia/Lãnh thổ     | Thí sinh               | Tuổi | Chiều cao               | Quê quán                 |
| --------------------- | ---------------------- | ---- | ----------------------- | ------------------------ |
| Albania               | Adrola Dushi           | 19   | 1,80 m (5 ft 11 in)     | Rrëshen                  |
| Angola                | Marcelina Vahekeni     | 22   | 1,78 m (5 ft 10 in)     | Ondjiva                  |
| Argentina             | Camila Solórzano       | 23   | 1,79 m (5 ft 10+1⁄2 in) | Tucumán                  |
| Aruba                 | Liza Helder            | 23   | 1,83 m (6 ft 0 in)      | Oranjestad               |
| Úc                    | Renae Ayris            | 22   | 1,78 m (5 ft 10 in)     | Perth                    |
| Bahamas               | Celeste Marshall       | 20   | 1,80 m (5 ft 11 in)     | Nassau                   |
| Bỉ                    | Laura Beyne            | 20   | 1,73 m (5 ft 8 in)      | Brussels                 |
| Bolivia               | Yessica Mouton         | 24   | 1,73 m (5 ft 8 in)      | Santa Cruz               |
| Botswana              | Sheillah Molelekwa     | 19   | 1,75 m (5 ft 9 in)      | Gaborone                 |
| Brazil                | Gabriela Markus        | 24   | 1,80 m (5 ft 11 in)     | Teutônia                 |
| Quần đảo Virgin (Anh) | Abigail Hyndman        | 22   | 1,73 m (5 ft 8 in)      | Road Town                |
| Bulgaria              | Zhana Yaneva           | 23   | 1,75 m (5 ft 9 in)      | Sofia                    |
| Canada                | Adwoa Yamoah           | 26   | 1,75 m (5 ft 9 in)      | Calgary                  |
| Quần đảo Cayman       | Lindsay Japal          | 24   | 1,73 m (5 ft 8 in)      | Georgetown               |
| Chile                 | Ana Luisa König        | 22   | 1,78 m (5 ft 10 in)     | Santiago                 |
| Trung Quốc            | Ji Dan Xu              | 22   | 1,83 m (6 ft 0 in)      | Thượng Hải               |
| Colombia              | Daniella Álvarez       | 24   | 1,75 m (5 ft 9 in)      | Barranquilla             |
| Costa Rica            | Nazareth Cascante      | 22   | 1,73 m (5 ft 8 in)      | Alajuela                 |
| Croatia               | Elizabeta Burg         | 19   | 1,78 m (5 ft 10 in)     | Vrbanja                  |
| Curaçao               | Monifa Jansen          | 19   | 1,75 m (5 ft 9 in)      | Willemstad               |
| Síp                   | Ioánna Yiannakoú       | 19   | 1,73 m (5 ft 8 in)      | Paphos                   |
| Cộng hòa Séc          | Tereza Chlebovská      | 22   | 1,75 m (5 ft 9 in)      | Krnov                    |
| Đan Mạch              | Josefine Hewitt        | 19   | 1,75 m (5 ft 9 in)      | Esbjerg                  |
| Cộng hòa Dominica     | Dulcita Lynn Lieggi    | 23   | 1,80 m (5 ft 11 in)     | Santo Domingo            |
| Ecuador               | Carolina Aguirre       | 20   | 1,78 m (5 ft 10 in)     | Guayaquil                |
| El Salvador           | Ana Yancy Clavel       | 20   | 1,73 m (5 ft 8 in)      | San Salvador             |
| Estonia               | Natalie Korneitsik     | 23   | 1,80 m (5 ft 11 in)     | Tallinn                  |
| Ethiopia              | Helen Getachew         | 22   | 1,75 m (5 ft 9 in)      | Addis Ababa              |
| Phần Lan              | Sara Yasmina Chafak    | 22   | 1,73 m (5 ft 8 in)      | Helsinki                 |
| Pháp                  | Marie Payet            | 20   | 1,78 m (5 ft 10 in)     | Saint-Denis              |
| Gabon                 | Channa Divouvi         | 21   | 1,75 m (5 ft 9 in)      | Ngounié                  |
| Georgia               | Tamar Shedania         | 20   | 1,78 m (5 ft 10 in)     | Zugdidi                  |
| Đức                   | Alicia Endemann        | 22   | 1,75 m (5 ft 9 in)      | Hamburg                  |
| Ghana                 | Gifty Ofori            | 24   | 1,78 m (5 ft 10 in)     | Accra                    |
| Anh Quốc              | Holly Hale             | 22   | 1,83 m (6 ft 0 in)      | Llanelli                 |
| Hy Lạp                | Vasiliki Tsirogianni   | 24   | 1,78 m (5 ft 10 in)     | Thessaloniki             |
| Guam                  | Alyssa Cruz Aguero     | 24   | 1,80 m (5 ft 11 in)     | Barrigada                |
| Guatemala             | Laura Godoy            | 24   | 1,73 m (5 ft 8 in)      | Thành phố Guatemala      |
| Guyana                | Ruqayyah Boyer         | 22   | 1,75 m (5 ft 9 in)      | Georgetown               |
| Haiti                 | Christela Jacques      | 19   | 1,78 m (5 ft 10 in)     | Petion-Ville             |
| Honduras              | Jennifer Andrade       | 24   | 1,57 m (5 ft 2 in)      | Tegucigalpa              |
| Hungary               | Agnes Konkoly          | 25   | 1,73 m (5 ft 8 in)      | Budapest                 |
| Ấn Độ                 | Shilpa Singh           | 23   | 1,73 m (5 ft 8 in)      | Samastipur               |
| Indonesia             | Maria Selena           | 22   | 1,78 m (5 ft 10 in)     | Semarang                 |
| Ireland               | Adrienne Murphy        | 22   | 1,78 m (5 ft 10 in)     | Dublin                   |
| Israel                | Lina Makhuli           | 19   | 1,80 m (5 ft 11 in)     | Haifa                    |
| Ý                     | Grazia Pinto           | 24   | 1,78 m (5 ft 10 in)     | Catania                  |
| Jamaica               | Chantal Zaky           | 24   | 1,75 m (5 ft 9 in)      | Port Antonio             |
| Nhật Bản              | Ayako Hara             | 24   | 1,70 m (5 ft 7 in)      | Sendai                   |
| Hàn Quốc              | Lee Seong-hye          | 24   | 1,70 m (5 ft 7 in)      | Seoul                    |
| Kosovo                | Diana Avdiu            | 19   | 1,75 m (5 ft 9 in)      | Mitrovica                |
| Liban                 | Rina Chibany           | 21   | 1,78 m (5 ft 10 in)     | Zahle                    |
| Lithuania             | Greta Mikalauskyte     | 19   | 1,75 m (5 ft 9 in)      | Šiauliai                 |
| Malaysia              | Kimberley Leggett      | 19   | 1,78 m (5 ft 10 in)     | Penang                   |
| Mauritius             | Ameeksha Dilchand      | 26   | 1,75 m (5 ft 9 in)      | Curepipe                 |
| Mexico                | Karina González        | 21   | 1,75 m (5 ft 9 in)      | Thành phố Aguascalientes |
| Montenegro            | Andrea Radonjic        | 20   | 1,80 m (5 ft 11 in)     | Podgorica                |
| Namibia               | Tsakana Nkandih        | 22   | 1,73 m (5 ft 8 in)      | Windhoek                 |
| Hà Lan                | Nathalie den Dekker    | 22   | 1,73 m (5 ft 8 in)      | Amstelveen               |
| New Zealand           | Talia Bennett          | 24   | 1,73 m (5 ft 8 in)      | Aukland                  |
| Nicaragua             | Farah Eslaquit         | 21   | 1,73 m (5 ft 8 in)      | La Concepcion            |
| Nigeria               | Isabella Ayuk          | 26   | 1,80 m (5 ft 11 in)     | Ikom                     |
| Na Uy                 | Sara Nicole Andersen   | 20   | 1,75 m (5 ft 9 in)      | Oslo                     |
| Panama                | Stephanie Vander Werf  | 26   | 1,80 m (5 ft 11 in)     | Thành phố Panama         |
| Paraguay              | Egni Eckert            | 25   | 1,83 m (6 ft 0 in)      | Luque                    |
| Perú                  | Nicole Faverón         | 24   | 1,83 m (6 ft 0 in)      | Iquitos                  |
| Philippines           | Janine Tugonon         | 23   | 1,73 m (5 ft 8 in)      | Orion                    |
| Ba Lan                | Marcelina Zawadzka     | 23   | 1,80 m (5 ft 11 in)     | Malbork                  |
| Puerto Rico           | Bodine Koehler         | 20   | 1,83 m (6 ft 0 in)      | San Juan                 |
| Romania               | Delia Monica Duca      | 26   | 1,83 m (6 ft 0 in)      | Brasov                   |
| Nga                   | Elizabeth Golovanova   | 19   | 1,78 m (5 ft 10 in)     | Smolensk                 |
| Serbia                | Branislava Mandić      | 21   | 1,78 m (5 ft 10 in)     | Čurug                    |
| Singapore             | Lynn Tan               | 24   | 1,73 m (5 ft 8 in)      | Singapore                |
| Slovakia              | Ľubica Štepanová       | 24   | 1,75 m (5 ft 9 in)      | Prievidza                |
| Nam Phi               | Melinda Bam            | 23   | 1,70 m (5 ft 7 in)      | Pretoria                 |
| Tây Ban Nha           | Andrea Huisgen         | 22   | 1,80 m (5 ft 11 in)     | Barcelona                |
| Sri Lanka             | Sabrina Herft          | 25   | 1,73 m (5 ft 8 in)      | Colombo                  |
| St. Lucia             | Tara Edward            | 25   | 1,78 m (5 ft 10 in)     | Gros Islet               |
| Thụy Điển             | Hanni Beronius         | 22   | 1,73 m (5 ft 8 in)      | Goteborg                 |
| Thụy Sĩ               | Alina Buchschacher     | 21   | 1,73 m (5 ft 8 in)      | Bern                     |
| Tanzania              | Winfrida Dominic       | 19   | 1,80 m (5 ft 11 in)     | Dar es Salaam            |
| Thái Lan              | Nutpimon Farida Waller | 19   | 1,75 m (5 ft 9 in)      | Krabi                    |
| Trinidad và Tobago    | Avionne Mark           | 23   | 1,80 m (5 ft 11 in)     | Champ Fleurs             |
| Thổ Nhĩ Kỳ            | Çağıl Özge Özkul       | 24   | 1,80 m (5 ft 11 in)     | Ankara                   |
| Ukraine               | Anastasia Chernova     | 19   | 1,78 m (5 ft 10 in)     | Kharkov                  |
| Uruguay               | Camila Vezzoso         | 19   | 1,73 m (5 ft 8 in)      | Artigas                  |
| Hoa Kỳ                | Olivia Culpo           | 20   | 1,66 m (5 ft 5+1⁄2 in)  | Cranston                 |
| Venezuela             | Irene Esser            | 21   | 1,79 m (5 ft 10+1⁄2 in) | Río Caribe               |
| Việt Nam              | Lưu Thị Diễm Hương     | 22   | 1,75 m (5 ft 9 in)      | Thành phố Hồ Chí Minh    |

## Thông tin về các cuộc thi quốc gia

### Tham gia lần đầu
- Gabon
- Lithuania

### Trở lại
- Lần cuối tham gia vào năm 2009:
  -  Bulgaria
  -  Ethiopia
  -  Namibia
- Lần cuối tham gia vào năm 2010:
  -  Na Uy

### Thay thế
- Canada – Sahar Biniaz được thay thế bởi Adwoa Yamoah, Á hậu 1 tại cuộc thi Hoa hậu Hoàn vũ Canada 2012 do chấn thương bàn chân.[38]
- Síp – Ntaniella Kefala được thay thế bởi Ioánna Yiannakoú - Á hậu 2 tại cuộc thi Star Cyprus 2012.
- Cộng hòa Dominica – Carola Durán bị tước vương miện do bị phát hiện từng kết hôn vào năm 2009.[182] Cô bị thay thế bởi Dulcita Lynn Lieggi – Á hậu 1 tại cuộc thi Hoa hậu Cộng hòa Dominica 2012.
- Estonia – Kätlin Valdmets được thay thế bởi Natalie Korneitsik, Á hậu 1 tại cuộc thi Eesti Miss Estonia 2012 do Katlin do cô không đáp ứng điều kiện để đi nước ngoài.[183]
- Pháp – Do cuộc thi Hoa hậu Hoàn vũ 2012 trùng lịch với cuộc thi Hoa hậu Pháp 2013 được tổ chức vào ngày 8 tháng 12, Hoa hậu Pháp 2012 Delphine Wespiser được thay thế bởi Marie Payet, Á hậu 2 cuộc thi Hoa hậu Pháp 2012.[71]
- Gabon – Marie-Noëlle Ada được thay thế bởi Channa Divouvi, Á hậu 1 cuộc thi Hoa hậu Gabon 2011 do Marie không thể đồng thời tham dự cuộc thi này và Hoa hậu Gabon 2012.[184]
- Ấn Độ – Urvashi Rautela bị tước vương miện do vấn đề tuổi tác. Cô bị thay thế bởi Shilpa Singh, Á hậu 1 cuộc thi I Am She 2012.[95] Urvashi Rautela sau đó đã giành được Hoa hậu Diva năm 2015 và đại diện cho Ấn Độ tại Hoa hậu Hoàn vũ năm 2015, nhưng không đạt được thành tích.
- New Zealand – Avianca Böhm được thay thế bởi Talia Bennett, Á hậu 1 cuộc thi Hoa hậu Hoàn vũ New Zealand 2012, sau khi đơn xin nhập quốc tịch New Zealand của cô bị từ chối.[126]

### Chỉ định
- Aruba – Liza Nerelyn Helder được chỉ định làm "Hoa hậu Hoàn vũ Aruba 2012" sau khi Marinus Wegereef mua lại bản quyền và trở thành giám đốc quốc gia mới ở Aruba.[185]
- Curaçao – Monifa Jansen được chỉ định làm đại diện Curaçao sau khi cô không đáp ứng quy định về độ tuổi tối thiểu tại cuộc thi năm trước.
- Đan Mạch – Josefine Hewitt được chỉ định là "Hoa hậu Hoàn vũ Đan Mạch 2012" sau khi trải qua một vòng tuyển chọn.
- Đức – Alicia Endemann được chỉ định là "Hoa hậu Hoàn vũ Đức 2012" bởi Kim Kotter, giám đốc quốc gia của tổ chức Hoa hậu Hoàn vũ ở Đức.
- Haiti – Christela Jacques được chỉ định là "Hoa hậu Hoàn vũ Haiti 2012" sau khi trải qua vòng tuyển chọn.
- Lithuania – Greta Mikalauskyte được chỉ định làm đại diện Lithuania. Cô là Á hậu 1 Hoa hậu Hoàn vũ Lithuania 2012.
- Hà Lan – Nathalie den Dekker được chỉ định là "Hoa hậu Hoàn vũ Hà Lan 2012" bởi Kim Kotter, giám đốc quốc gia của tổ chức Hoa hậu Hoàn vũ Hà Lan. Cô từng tham gia Hoa hậu Thế giới 2012 và lọt vào Top 15.
- Peru – Nicole Faverón được chỉ định là "Hoa hậu Hoàn vũ Peru 2012", cô là Á hậu 1 Hoa hậu Hoàn vũ Peru 2011.
- Serbia – Branislava Mandic được chỉ định làm đại diện Serbia. Cô là Á hậu 2 Hoa hậu Serbia 2010.
- Việt Nam – Lưu Thị Diễm Hương được chỉ định tham gia bởi tổ chức Unicorp. Cô là Hoa hậu Thế giới người Việt 2010.

### Bỏ cuộc
- Ai Cập – Ai Cập không gửi đại diện bởi lý do không có tài trợ cho cuộc thi năm 2012.
- Kazakhstan – Ainur Toleuova bỏ cuộc bởi độ tuổi của cô nhỏ hơn so với quy định.
- Bồ Đào Nha – Hoa hậu Hoàn vũ Bồ Đào Nha 2012 không được tổ chức do tổ chức mất quyền thương mại cho đến năm 2013. Bồ Đào Nha sẽ trở lại cuộc thi vào năm 2014.
- Slovenia – Tổ chức hoa hậu "Delo Revije" bị mất bản quyền do công ty này phá sản vào năm 2011.[186]
- Quần đảo Turks và Caicos – Không cuộc thi nào được tổ chức.
- Quần đảo Virgin (Mỹ) – Không cuộc thi nào được tổ chức.

## Tham gia nhiều cuộc thi
Những thí sinh từng hoặc sẽ tham gia một cuộc thi sắc đẹp khác:
Hoa hậu Thế giới
- 2010:  Paraguay: Egni Eckert (Top 25)
- 2011:  Quần đảo Cayman: Lindsay Katarina Japal,  Curaçao: Monifa Jansen
- 2012:  Bỉ: Laura Beyne,  Hà Lan: Nathalie den Dekker (Top 15),  Nga: Elizabeth Golovanova
- 2013:  Namibia: Tsakana Nkandih

Hoa hậu Quốc tế
- 2012:  Gabon: Channa Divouvi,  Mauritius: Ameeksha Devi Dilchand (Hoa hậu Thân thiện)

Hoa hậu Trái Đất
- 2008:  Argentina: Camila Solórzano Ayusa
- 2010:  Việt Nam: Lưu Thị Diễm Hương (Top 14)

Hoa hậu Siêu quốc gia
- 2010:  Hà Lan: Nathalie den Dekker
- 2011:  Hungary: Agnes Konkoly (Top 20)

Nữ hoàng Du lịch Quốc tế
- 2008:  Romania: Delia Duca (Top 20)
- 2011:  Montenegro: Andrea Radonjic

Hoa hậu địa cầu quốc tế
- 2008:  Romania: Delia Duca (Top 13)
- 2011:  Estonia: Natalie Korneitsik (Top 10)

Hoa hậu Liên lục địa
- 2011:  Romania: Delia Duca
- 2022:  Bulgaria: Zhana Yaneva

Hoa hậu liên hiệp quốc
- 2012:  Romania: Delia Duca (Người mẫu đẹp nhất)

Hoa hậu du lịch quốc tế
- 2010:  Hà Lan: Nathalie den Dekker (Chiến thắng)

Hoa hậu thanh thiếu niên quốc tế
- 2009:  Costa Rica: Nazareth Cascante (Chiến thắng)

Miss Continente Americano
- 2013:  Haiti: Christela Jacques

Miss Atlántico Internacional
- 2009:  Costa Rica: Nazareth Cascante (Á hậu 1)

Miss Italia Nel Mondo
- 2009:  Cộng hòa Dominica: Dulcita Lynn Lieggi (as Caribbean)
- 2011:  Cộng hòa Dominica: Dulcita Lynn Lieggi

Reina Hispanoamericana
- 2010:  Paraguay: Egni Eckert (Virreina)
- 2011:  Bolivia: Yéssica Mouton Gianella (Á hậu 1)
- 2012:  Uruguay: Camila Vezzoso

Nuestra Belleza Latina 2009
- 2009:  Honduras: Jennifer Andrade (Á hậu 7)

Miss Caraïbes Hibiscus
- 2009:  Argentina: Camila Solórzano Ayusa

Reinado Internacional del Transporte
- 2011:  Costa Rica: Nazareth Cascante (Á hậu 1)

Ford Supermodel of the World
- 2009:  Peru: Nicole Faverón

Elite Model Look
- 2007:  Georgia: Tamar Shedania (Chung kết)

Supermodel Internacional
- 2012:  Romania: Delia Duca

## Phát sóng quốc tế

### Internet
- Canada và  Hoa Kỳ – Xbox Live (Sơ khảo, Trang phục dân tộc, Tiệc chia tay)
- Quốc tế – Ustream (Sơ khảo, Trang phục dân tộc)

### Truyền hình
- Arab World – LDC
- Asia-Pacific – STAR World
- Úc – Seven Network
- Bolivia – Unitel
- Brazil Rede Bandeirantes và TNT (TV channel)
- Colombia – Caracol TV
- Costa Rica – Teletica
- Cộng hòa Dominica – Telemicro
- Ecuador – Canal Uno
- Pháp – Paris Premiere
- Ghana – Viasat 1
- Hồng Kông – TVB Pearl
- Israel - Arutz 2
- Ấn Độ – Zee Cafe
- Indonesia – Indosiar
- Nhật Bản – Nippon Television
- Hàn Quốc – OnStyle
- Kosovo – RTV21
- Latin America TNT (TV channel)
- Liban – Lebanese Broadcasting Corporation
- Lithuania – Lietuvos rytas TV
- Malaysia - STAR World
- Mexico – Televisa
- Nicaragua – Televicentro (Canal 2)
- Panama – Telemetro
- Paraguay – Latele
- Peru – Global TV
- Philippines – ABS-CBN, Velvet, STAR World
- Puerto Rico: Telemundo Puerto Rico
- Nga: CTC
- Singapore – MediaCorp Channel 5
- Thái Lan – STAR World
- Thổ Nhĩ Kỳ: CNBC-e
- Hoa Kỳ – Tiếng Anh: NBC; Tiếng Tây Ban Nha: Telemundo
- Venezuela – Venevision
- Việt Nam – VTV3